# Борисовка (Пластовский район)
Бори́совка — село в Пластовском районе Челябинской области. Административный центр Борисовского сельского поселения.

## География
Через село протекают реки Борисовка и Каменка. Расстояние до районного центра, Пласта, 15 км.

## История
Село основано в 1828 переселенцами из Курской, Орловской и Тамбовской губ. во главе с Борисом Денисовым. 
В кон. 1920-х гг. организован колхоз «Красная новь».

## Население
| 2002 | 2010  |
| ---- | ----- |
| 1062 | ↗1122 |

(в 1913 — 1570, в 1926 — 1260, в 1961 — 1041, в 1983 — 1080, в 1995 — 1135).
По данным Всероссийской переписи, в 2010 году численность населения села составляла 1122 человек (513 мужчин и 609 женщин).

## Улицы
Уличная сеть села состоит из 10 улиц и 11 переулков.

## Достопримечательности
Золотая мельница, памятник культуры. 